# Jim Sullivan
Pour les articles homonymes, voir Sullivan.
Pas d'image ? Cliquez ici

a Compétitions nationales et continentales officielles uniquement.

b Matchs officiels uniquement.
Jim Sullivan, né le 2 décembre 1903 à Cardiff et décédé dans la même ville le 14 septembre 1977, était un joueur de rugby à XV et de rugby à XIII gallois. Au poste d'arrière, il a inscrit au cours d'une carrière étalée sur 25 ans un total de 6 022 points.

## Biographie
Il rejoint le club de Wigan en juin 1921 à l'âge de 17 ans. Sous son maillot, il effectue 774 apparitions et inscrit 4 883 points pour son équipe (records actuels du club), parallèlement il est souvent appelé en sélection, représentant alternativement le pays de Galles (26 fois), la Grande-Bretagne (25 fois), l'Angleterre (3 fois), les Autres Nationalités (6 fois), Glamorgan (1 fois) et Glamorgan & Monmouthshire (1 fois). Il participe ainsi avec les Lions britanniques à trois tournées en 1924, 1928 et 1932 (durant cette dernière il était le capitaine) ; il a décliné une quatrième tournée en 1936 pour des raisons personnelles. Il a été le meilleur marqueur de points à ces trois occasions. 
Sa carrière est ensuite interrompue par la Seconde Guerre mondiale même s'il joue quelquefois, jusqu'en février 1946, une fois la paix revenue.
Entraîneur-joueur à partir de 1932, Sullivan continue d'entraîner le club de Wigan après sa retraite de joueur avant de rejoindre en 1952 St Helens RLFC jusqu'aux années 1960.
Retourné à Wigan, il décède en 1977 à l'âge de 73 ans.

## Palmarès

### En tant que joueur
- Collectif :
  - Vainqueur de la Coupe d'Europe des nations : 1936, 1937 et 1938 (Pays de Galles).
  - Vainqueur du Championnat d'Angleterre : 1921, 1926, 1934 et 1946 (Wigan).
  - Vainqueur de la Challenge Cup : 1924 et 1929 (Wigan).
  - Finaliste de la Coupe d'Europe des nations : 1939 (Pays de Galles).
  - Finaliste du Championnat d'Angleterre : 1924 (Wigan).
  - Finaliste de la Challenge Cup : 1944 et 1946 (Wigan).

### En tant qu'entraîneur
- Collectif :
  - Vainqueur du Championnat d'Angleterre : 1934, 1946, 1947, 1950, 1952 (Wigan) et 1953 (St Helens).
  - Vainqueur de la Challenge Cup : 1948, 1951 (Wigan) et 1956 (St Helens).
  - Finaliste de la Challenge Cup : 1944 et 1946 (Wigan) et 1953 (St Helens).

## Récompenses individuels
- Entrée à la Rugby League Hall of Fame en 1988.
- Entrée à la British Rugby League Hall of Fame en 1988.
- Entrée à la Welsh Sports Hall of Fame en 1992.